# Acacia rhigiophylla
Acacia rhigiophylla é uma espécie de leguminosa do gênero Acacia, pertencente à família Fabaceae.